# Aavikko
Aavikko – fińska grupa muzyczna wykonująca muzykę elektroniczną i synth pop, założona w 1995 roku w Siilinjärvi. Członkowie zespołu swój styl muzyczny określają "muysic" (połączenie angielskich słów "mystic" i "music"). Ich motto brzmi "We play - you dance!" ("My gramy - wy tańczycie").

## Dyskografia
- Aavikko EP (1996)
- Derek! (1997)
- Oriental Baby EP (1999)
- Multi Muysic (2000)
- Viitostie EP (2000)
- Aavikko & Felix Kubin EP (2001)
- Aavikko & Mono Pause EP (2002)
- History of Muysic (collection, 2003)
- Meets Hit Singer Kabar (single, 2004)
- Back from the Futer (2005)
- Novo Atlantis (2009)
- Planet Fun-Fun (mini-LP, 2013)
- Monopoly (2019)

## Członkowie zespołu
- Tomi Kosonen - instrumenty klawiszowe, saksofon (od 1995 roku)
- Tomi Leppänen - perkusja, perkusja elektryczna (od 1995 roku)
- Paul Staufenbiel - instrumenty klawiszowe (od 1998 roku)

### Byli członkowie
- Antti Koivumäki (ur. 1976, zm. 2002) - organy elektryczne (1995-1998)
- Jimi Vesikko - zaplecze techniczne